# Otostigmus troglodytes
Otostigmus troglodytes är en mångfotingart som beskrevs av Ribaut 1914. Otostigmus troglodytes ingår i släktet Otostigmus och familjen Scolopendridae.
Artens utbredningsområde är:
- Angola.
- Tanzania.

## Underarter
Arten delas in i följande underarter:
- O. t. intercessor
- O. t. troglodytes